# Petra Stein
Petra Stein (* 1964 in Landsberg am Lech) ist eine deutsche Sozialwissenschaftlerin und Professorin für Empirische Sozialforschung an der Universität Duisburg-Essen in Duisburg.

## Leben
Petra Stein studierte Sozial- und Wirtschaftswissenschaften an der Bergischen Universität Wuppertal. Von 1993 bis 1997 arbeitete sie als wissenschaftliche Mitarbeiterin an der Gerhard-Mercator-Universität Duisburg, wo sie 1997 promoviert wurde.
Anschließend war sie dort bis 2003 als Wissenschaftliche Assistentin tätig. 2003 habilitierte sie an der Universität Duisburg-Essen, ein Jahr darauf wurde sie als Professorin für Methoden der empirischen Sozialforschung und Sozialstrukturanalyse an die Universität Tübingen berufen. Ebenfalls 2004 erhielt sie den Ruf auf den Lehrstuhl für Empirische Sozialforschung an der Universität Duisburg-Essen.

## Schriften (Auswahl)
- Konstruktion und sozialwissenschaftliche Anwendung finiter Mischungen von Kovarianzstrukturmodellen. Lohmar, 1997 (ISBN 3-89012-582-4)
- Lebensstile im Kontext von Mobilitätsprozessen: Entwicklung eines Modells zur Analyse von Effekten sozialer Mobilität und Anwendung in der Lebensstilforschung. Wiesbaden, 2006 (ISBN 3-531-15130-4)